# Рікардо Перроне
Рікардо Перроне (ісп. Ricardo Perrone, 21 грудня 1976) — іспанський ватерполіст.
Учасник Олімпійських Ігор 2008 року.
Призер Чемпіонату світу з водних видів спорту 2007 року.
Призер Панамериканських ігор 1995 року.